# Cascate Inga
Le cascate Inga sono un salto d'acqua ubicato a 40 km da Matadi, nella Repubblica Democratica del Congo, dove il fiume Congo compie un salto di 96 metri.
Sono, per portata media, la più grandi cascate al mondo, con 42.476 m³/s.
La sua portata massima è stata di 70.793 m³/s.
Su queste cascate sono presenti due grandi dighe (dighe Inga) per la produzione di energia elettrica. Altre due sono in progetto, una delle quali sarà la più grande al mondo per quantità di energia elettrica prodotta.